# Ouzellaguen
Ouzellaguen – miasto w północnej Algierii, w prowincji Bidżaja.